# Confrérie du Saint Esprit
La Confrérie du Saint-Esprit (plus rarement nommée Confrérie de l'Arche du Saint-Esprit) est une œuvre caritative fondée au XIIe siècle (probablement « la plus ancienne des institutions de charité») après les Hospitaliers fondés au XIe siècle. 
Composée de laïcs, la Confrérie du Saint-Esprit fut créée antérieurement à l'année 1189 par Guy de Montpellier (fondateur de l'Ordre des Hospitaliers du Saint-Esprit) dans le but de réunir toutes les personnes souhaitant aider les pauvres, les malades et les orphelins.

## Le fondateur: Guy de Montpellier

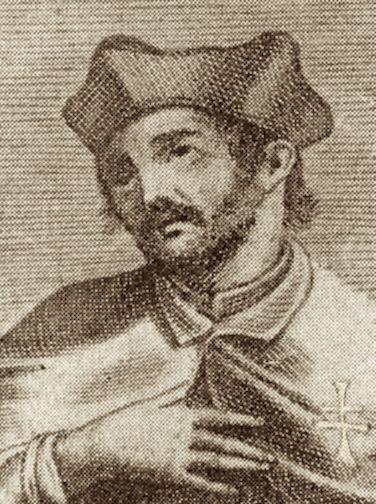
Guy de Montpellier, fondateur de la Confrérie du Saint-Esprit et de l'ordre des Hospitaliers du Saint-Esprit.

L’établissement de confréries et d’ordres religieux destinés à soulager les peines des malades connut, en Europe au XIIe siècle, un important développement (explicable par l'essor démographique que connut cette période). La plus importante des organisations établies pendant cette période fut celle des frères Hospitaliers du Saint-Esprit et de sa confrérie laïque, la Confrérie du Saint-Esprit, fondés par Guy de Montpellier vers 1180.
Guy de Montpellier (ou Gui) (1160-1209) crée en 1195 à Montpellier le premier hôpital qui accueille et soigne toutes les misères : « L'hôpital de Montpellier était desservi par la Confrérie du Saint-Esprit, entièrement composée de laïcs. »
Son père, Guilhem VII de Montpellier (v. 1130-1172), de la dynastie des Guilhem, est seigneur de Montpellier et d'Aumelas. Guy est le frère cadet de Guilhem VIII de Montpellier (1157-1202) et de Raymond ou Raimon de Montpellier, moine et évêque d'Agde.

Armes des seigneurs de Montpellier, d'argent au tourteau de gueules

Il semble avoir fait son éducation chez les Templiers, mais en sortit relativement jeune. Après la mort de son père en 1172, exécutant ses dernières volontés, il se décida à fonder l'ordre des Hospitaliers du Saint-Esprit et à créer un autre ordre que celui des Templiers, destiné, dans son esprit, à d'autres combats : la charité, les soins, l'accueil et l'hospitalité universelle. 
Le but de Guy était de reproduire le divin idéal de la charité universelle par un soulagement de toutes les misères (corps, âme, esprit) d'un caractère holistique (c.à.d. global).
Il recueillait les enfants trouvés, s'occupait de l’éducation de la jeunesse recueillie par l'ordre, de l'assistance de toutes les misères et de l'hospitalité aux personnes de toutes conditions.
Sa foi en acte était, au-delà de l'aspect purement caritatif d'exercer la charité en faveur du prochain, préconisée comme acte de justice.
C'est lui qui le premier créa le concept de "famille d'accueil" en expérimentant la création des placements familiaux.

## Origines
En même temps qu'il fondait l'ordre du Saint-Esprit, Guy de Montpellier eut l'inspiration féconde de lui adjoindre, « antérieurement à l'année 1189». une institution qui devait augmenter notablement et ses ressources et son influence. « Le premier peut-être dans l'Église» il conçut le projet de ces associations de personnes pieuses, qui, sans se lier par aucune règle religieuse ni aucun vœu, consacrent une partie de leur temps à des œuvres d'assistance et de charité.

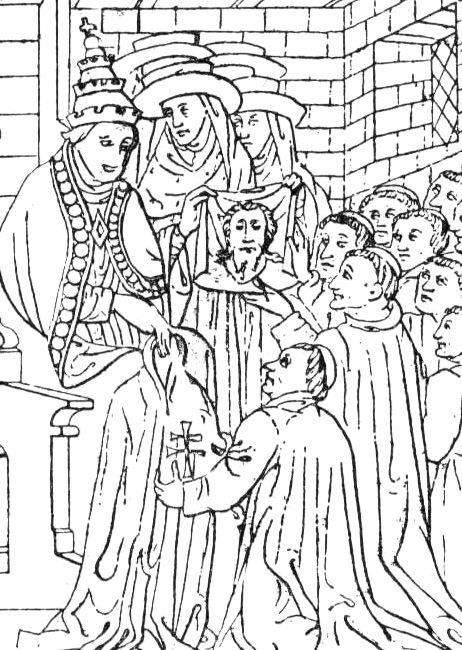
Le pape Innocent III remettant l'habit de l'ordre aux Hospitaliers du Saint-Esprit.

Nous savons d'une manière certaine à quelle époque fut fondée la confrérie du Saint-Esprit : elle remonte à l'origine même de l'ordre religieux du même nom. La confrérie du Confalon, réputée la plus ancienne de Rome, fut approuvée par Clément IV en 1264, c'est-à-dire plus de soixante ans après l'érection de celle du Saint-Esprit de Sainte-Marie in Saxia. Celle-ci en effet se trouve citée dans la troisième bulle d'Innocent III, de l'année 1204 ; le pape y écrit: « Nous voulons que les receveurs ou collecteurs de vos confréries soient placés sous la protection de saint Pierre et la nôtre, sauf le droit de leur seigneur, et que leur paix ne soit point troublée. 
Nous décrétons aussi que quiconque sera reçu dans votre confrérie, s'il arrivait qu'à sa mort l'église paroissiale à laquelle il appartient se trouvât en interdit, la sépulture ecclésiastique ne lui soit point refusée »
Dès cette époque, comme cette citation le démontre, la confrérie du Saint-Esprit était en fonctionnement, avec ses collecteurs et son organisation complète, non seulement à Rome, mais en beaucoup d'autres lieux. Paul Brune affirme qu'elle existait à Montpellier avant que Guy ne vint se fixer à Rome : « son institution remonte au berceau même de l'Ordre. La preuve nous en est fournie par le fait de son existence à Marseille antérieurement à l'année 1189, époque où les confrères fondèrent l'hôpital de cette ville ». Il est donc permis de croire que dès l'origine, chaque hôpital avait pour annexe indispensable une confrérie.

## Les premiers hôpitaux de la confrérie
Son hôpital du Saint-Esprit, le premier construit à Montpellier, fut réalisé en 1195. Il était situé au faubourg du Pyla-Saint-Gély et fut détruit en 1562.
En 1204, le pape Innocent III fit construire à Rome, un hôpital appelé Santa Maria de Sassia. Sur ordre du pape, Guy de Montpellier fut appelé à Rome et reçut la charge de cet hôpital, qui devint dès lors le Santo Spirito de Sassia, qui disposait de 300 lits et soignait plus de 1 000 malades par jour (et qui reste de nos jours un des plus grands hôpitaux romains).
L'exemple donné par le pape fut imité dans toute l'Europe. À la fin du XIIIe siècle on comptera une centaine de filiales de l'ordre en Italie, ainsi que de nombreuses autres principalement en France (spécialement en Bourgogne et en Franche Comté) mais aussi en Belgique, Suisse, Allemagne, Pologne, Angleterre, Irlande, Espagne, etc.. Ainsi, presque chaque ville hébergea un hôpital et une Confrérie du Saint-Esprit (ou Confrérie hospitalière du Saint-Esprit).

## Buts
La confrérie du Saint-Esprit avait un double objet : l'augmentation des revenus des hôpitaux et l'assistance paroissiale.
Le premier de ces deux buts était atteint par le moyen des redevances annuelles que les confréries payaient, soit à la maison dont elles dépendaient, soit au chef même de l'Ordre. Nous possédons à ce sujet un bon nombre de 
documents. Souvent, ces redevances étaient assez minimes ; mais, par leur multiplication, elles ne laissaient pas de former un total important. En outre partout où existait la confrérie, les quêtes annuelles étaient nécessairement plus fructueuses et les aumônes plus abondantes. Les prieurs étaient les gardiens naturels des troncs et bassins des églises ; ils en remettaient le produit, en même temps que leur prestation, entre les mains du commandeur magistral. 
L'ordre entier avait donc grand intérêt à multiplier les associations. Mais les paroisses en tiraient des avantages bien plus considérables encore. La confrérie remplissait, mais sur une plus vaste échelle, un rôle analogue à celui des sociétés de Saint-Vincent de Paul. L'assistance des pauvres, la visite des malades et des infirmes étaient les premiers devoirs des confrères . Une part des revenus était réservée à cet usage charitable. La seconde partie servait à l'entretien de la maison et de la chapelle de la confrérie. Souvent, dans les campagnes, la confrérie prenait à sa charge tous les frais d'entretien du coite. Dans les églises plus riches, elle contribuait à la décoration, fournissait le laminaire aux fêtes solennelles, faisait réciter des offices somptueux, se chargeait de faire venir des prédicateurs de renom, etc. Ajoutons enfin que la confrérie contribuait puissamment au maintien de la paix et de la concorde parmi les citoyens ; les règlements faisaient aux confrères un devoir de soumettre tous leurs différends à l'arbitrage des prieurs et de mettre avec zèle toute leur influence au service de la paix publique.

## Activités
Les quatre priorités de la confrérie furent fixées par leur fondateur Guy au XIIe siècle:
- la charité,
- les soins,
- l'accueil,
- l'hospitalité universelle.

Aux origines, l'emploi de ses membres était d'entretenir les enfants exposés et orphelins, les estropiés et invalides, les insensés et troublés d'esprit, d'assister les vieillards pauvres, les familles tombées en nécessité, qu'on appelait les pauvres honteux, mais aussi les malades de la peste. Ils logeaient aussi les pèlerins, dotaient les filles pauvres, enseignaient les arts libéraux et mécaniques aux orphelins afin de les insérer dans la société ; enfin ils exerçaient, disaient leurs statuts, « tous les actes de miséricorde et de charité, méprisant leur propre vie pour le salut de leur prochain ».
Au XVe siècle, l'ordre religieux compte plus d’un millier d’hôpitaux, dont 400 en France.

## Membres
La Confrérie du Saint-Esprit fut fondée par Guy de Montpellier et confirmée par les trois papes Eugène IV, Sixte IV et Jules III, composée de laïcs sans vœux religieux (« L'ordre du Saint Esprit se composait de religieux obligés par un vœu, et de laïcs qu'on regardait comme chevaliers. »), de personnalités diverses (Charles VIII, roi de France, Henri VII, roi d'Angleterre, la reine Élisabeth d'York, Marie de Bourgogne, Jean et Christine de Danemark, Jacques IV d'Écosse, l'empereur Maximilien Ier, la reine de Pologne, le roi Louis XII de France, etc. furent par exemple membres de la Confrérie,) et toutes personnes voulant aider les pauvres et les malades. 
En France, la confrérie reçue encore des lettres patentes du roi Charles VII le 4 août 1445.

### Réception des nouveaux membres auXVesiècle
La Règle de la confrérie précise en détail l'admission des nouveaux membres: « Lorsque quelqu'un demandera à être associé aux frères et désirera se recommander à leurs prières, il se présentera au chapitre et se prosternera contre terre, pendant que le prieur ou un autre prêtre récitera sur lui les prières suivantes. Cela fait qu'on lui accorde la société en lui faisant toucher l'Evangile et l'étole, avec ces paroles : « nous vous donnons société avec nous, par la participation à toutes nos prières et au mérite de nos œuvres de charité ». Les assistants répondent : Deo gratias. Ensuite le nouveau confrère recevra de tous les frères le baiser de paix et on inscrira son nom sur le livre de la confrérie. »
La Confrérie tenait une place distinguée à la tète des œuvres paroissiales: « La noblesse et la riche bourgeoisie tenaient à honneur de se faire inscrire sur le registre des confrères et de s'associer aux bonnes œuvres de l'Ordre.» 

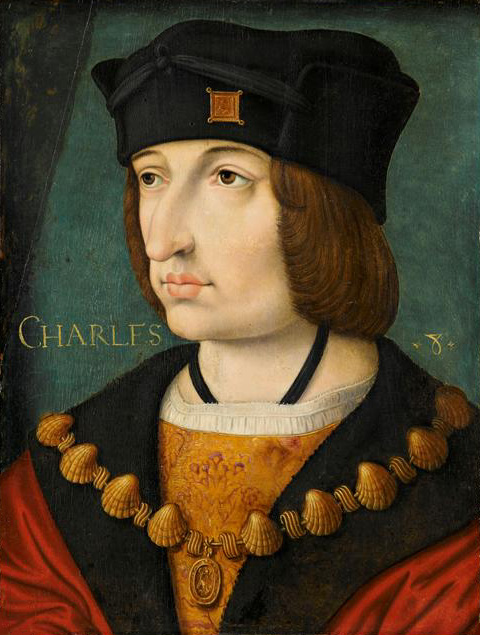
Le roi de France Charles VIII qui devint membre le 4 juin 1495.
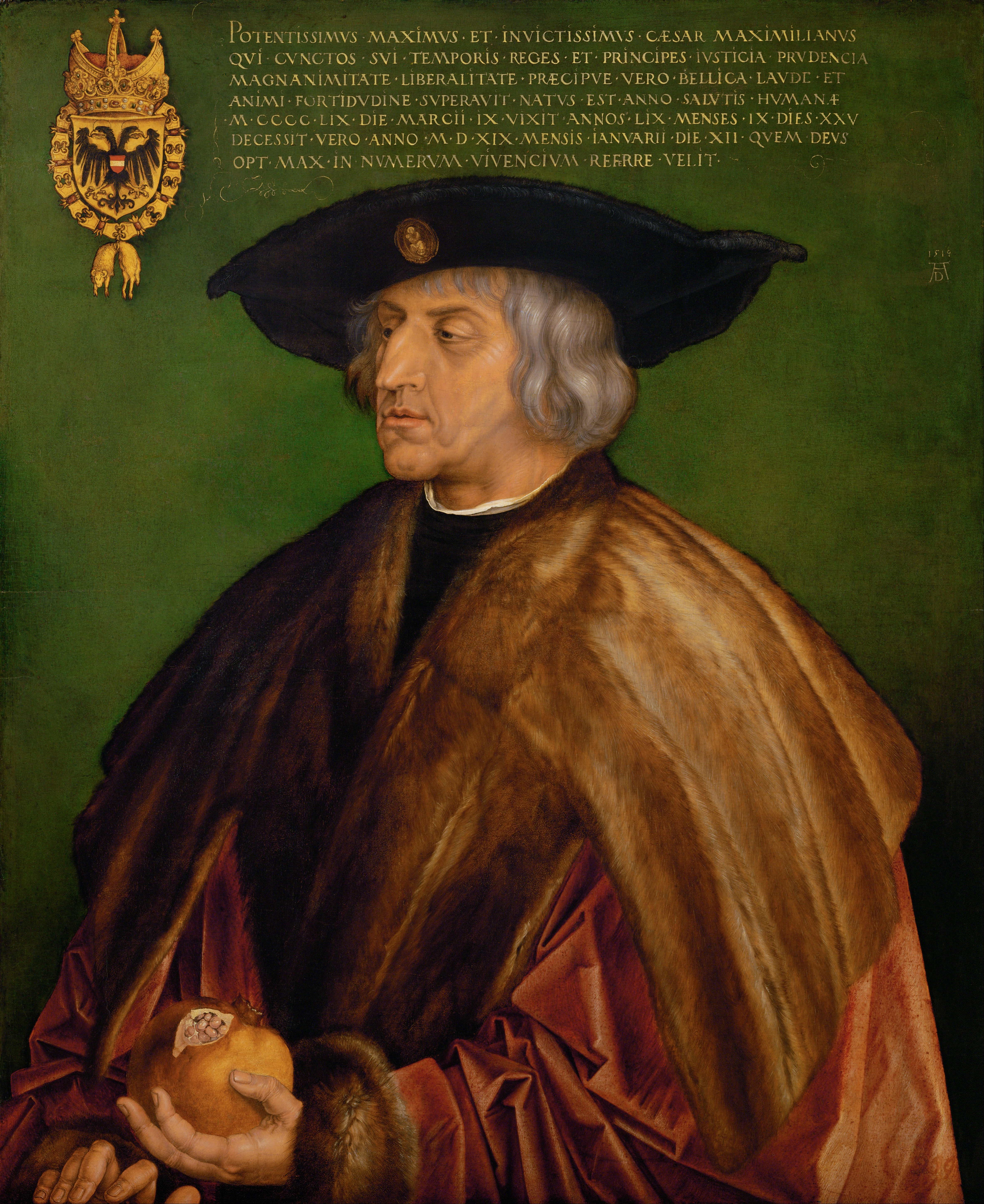
L'empereur Maximilien Ier de Habsbourg, membre de la confrérie.
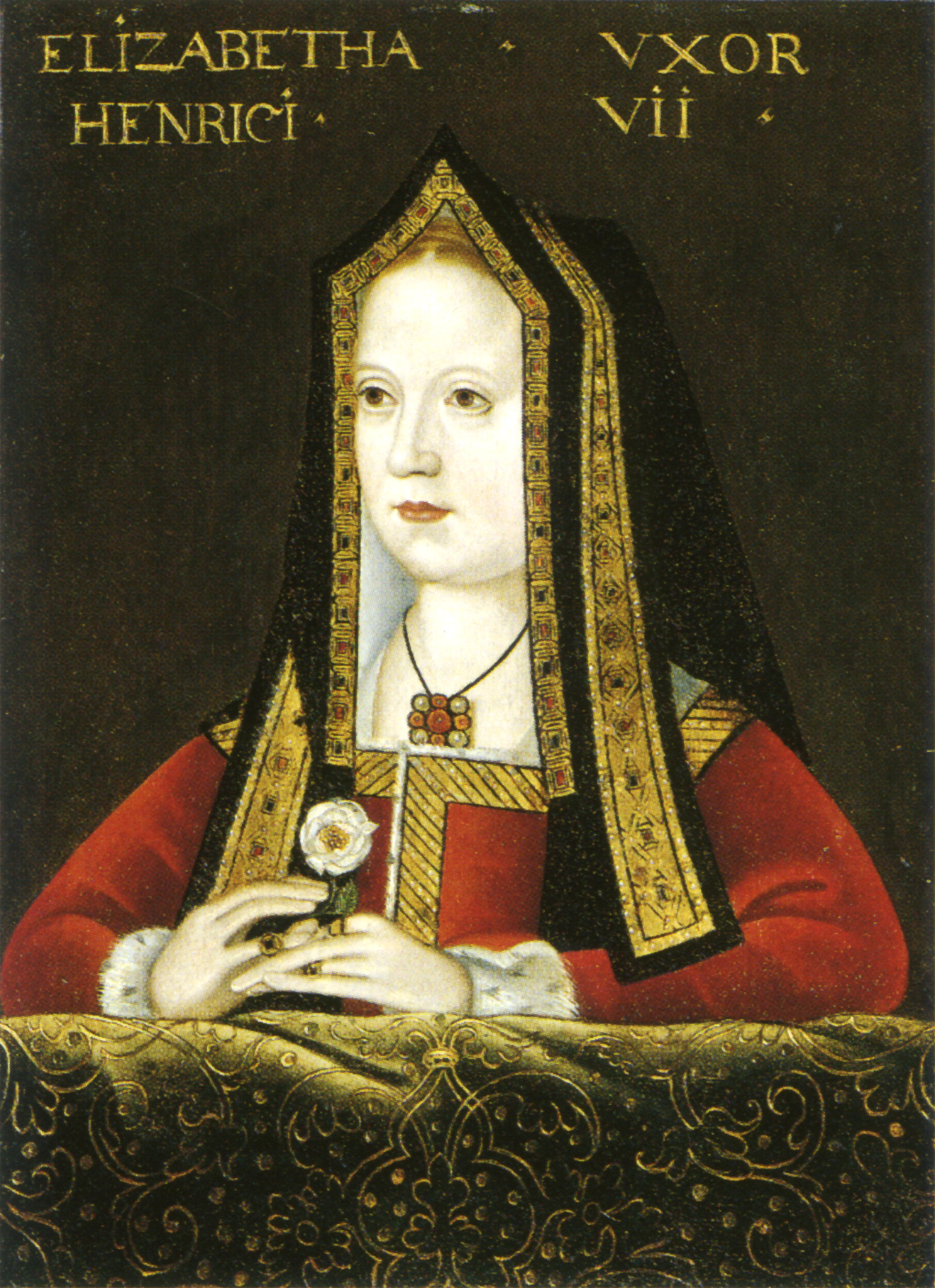
La reine d'Angleterre, Elizabeth of York, devenue membre de la confrérie en 1494.
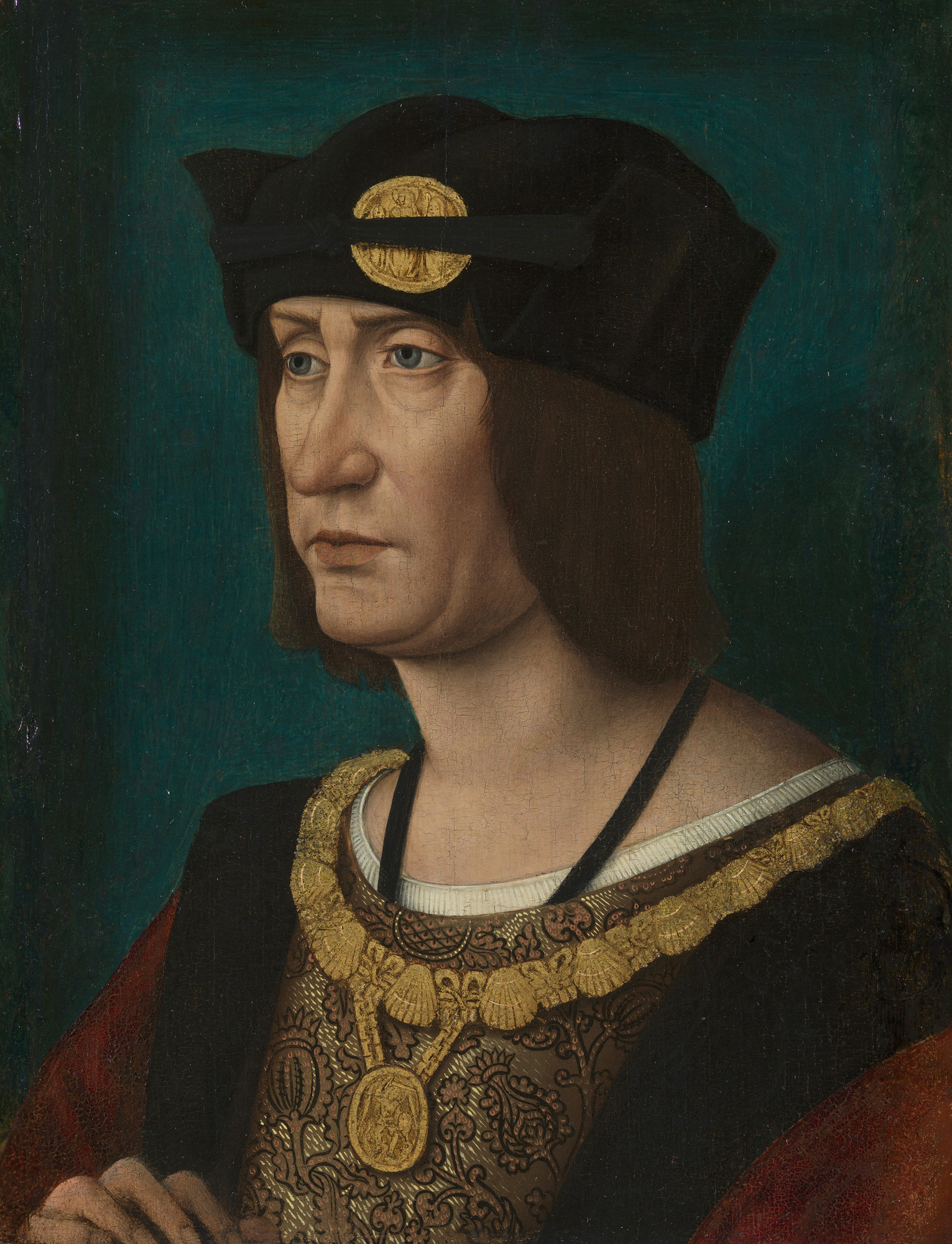
Le roi Louis XII, membre de la confrérie.
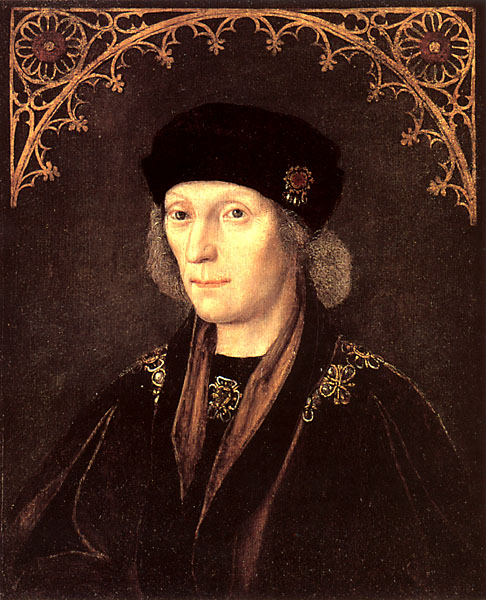
Le roi Henri VII, devenu membre de la confrérie en 1494.
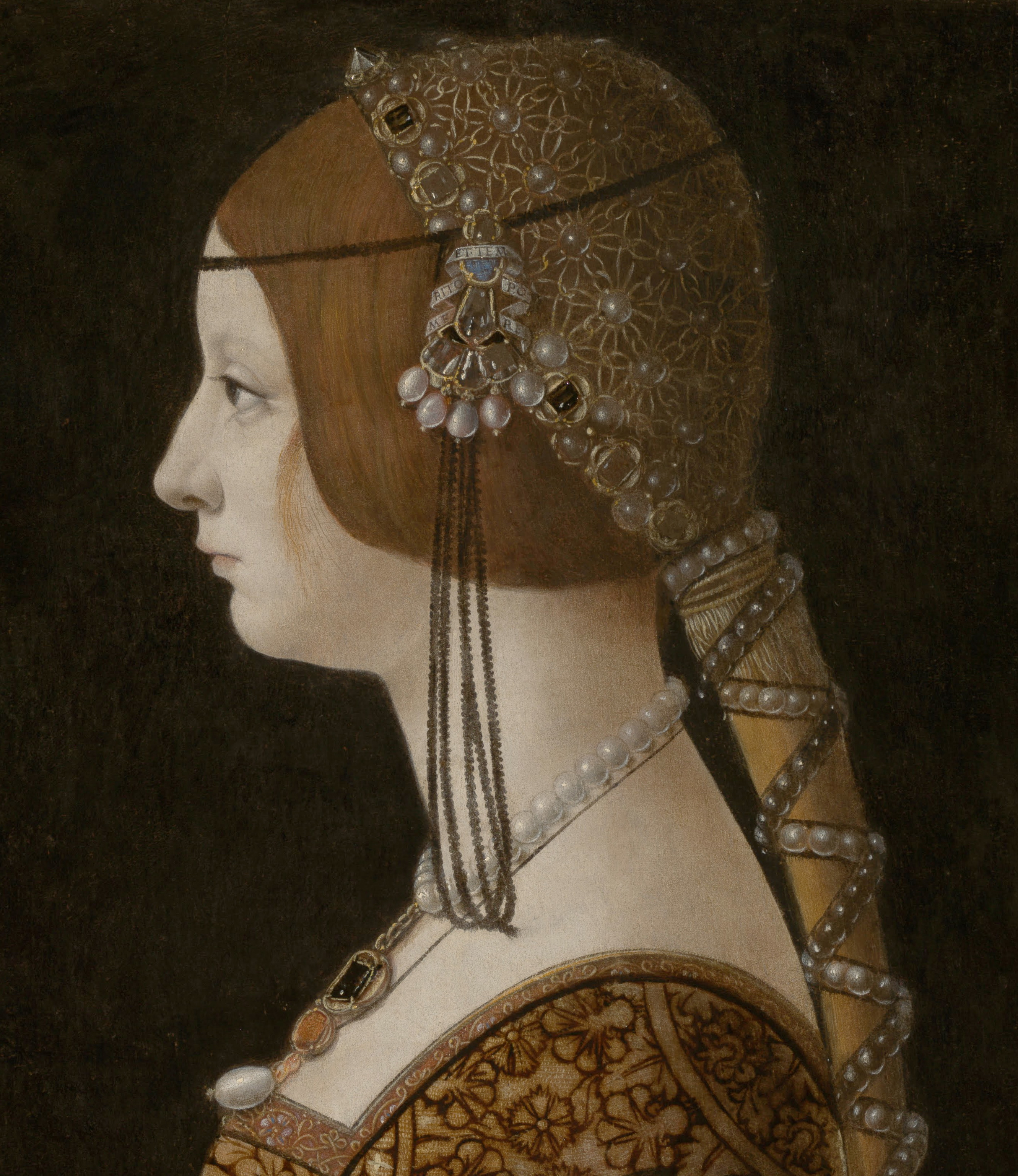
L'impératrice Blanche-Marie Sforza, devenue membre de la confrérie en 1503.

### Les funérailles des membres
La sollicitude du pape s'étendit jusqu'aux funérailles des confrères. Suivant ses ordres, deux draps funèbres, qu'il avait donnés lui-même, devaient servir à leurs obsèques (l'un, plus riche, était réservé aux nobles). Seize membres de la confrérie, portant des torches et quatre chandeliers d'argent, devaient accompagner le corps jusqu'à la tombe. Un service funèbre devait être célébré à la mort de chaque associé et tous les jeudis, une messe dite pour les membres vivants et défunts.
Sixte IV termine en recommandant avec les plus vives instances l'hôpital et la confrérie du Saint-Esprit à toute la sollicitude de ses successeurs, les priant surtout de ne pas les donner en commende, sous peine de détruire de nouveau des institutions si nécessaires.

### Personnalités membres auxXVesiècleetXVIesiècle
A l'exemple d'Eugène IV, Sixte IV signa de sa propre main au registre de la confrérie et écrivit quelques lignes pour confirmer la bénédiction apostolique et tous les privilèges de sa bulle le 21 mai 1478.
Vingt et un cardinaux souscrivirent après lui ; à leur tête étaient Guillaume d'Estouteville, archevêque de Rouen, et Julien de La Rovère, neveu du pape et protecteur de l'Ordre.
Dès lors et pendant deux siècles, les pages se couvrent de noms illustres : 
- Henri VII (roi d'Angleterre),(1494)
- la comtesse de Richemond, mère du roi d'Angleterre
- la reine Élisabeth d'York;
- la duchesse Marie de Bourgogne, fille de Charles le Téméraire, se fait porter, peu de temps avant sa mort tragique, par l'évêque de Cambrai, Henri de Berghes,
- le duc Adolphe de Clèves-Ravenstein et son fils,
- le comte Engelbert II de Nassau,
- Alphonse II de Naples dit aussi Alphonse d'Aragon, duc de Calabre,
- Charlotte, reine de Chypre (7 mars 1478);
- Charles VIII, que le grand maître inscrit en sa présence (4 juin 1495) avec sa suite, dans laquelle on distingue les deux évêques Jean et Louis d'Amboise, Imbert de Batarnay, le comte de Fézensac, etc ;
- Jean et Christine de Danemark et Christian leur fils (1503);
- Jacques IV d'Écosse (1503);
- Sigismond, archiduc d'Autriche (1478) ;
- l'Empereur Maximilien Ier (1483);
- Blanche Marie, impératrice des Romains (1503);
- les familles souveraines:
  - de Bavière,
  - de Clèves,
  - de Thuringe;
- la reine de Pologne (1495) ;
- le grand maître de Prusse;
- le roi Louis XII (17 mars 1506).
- etc. ; en 1892, le dernier nom historique inscrit est celui de la reine d'Italie, Marguerite de Savoie, en 1879[4]) ;

« On peut dire sans exagération que cette liste est comme un tableau où l'on trouve réunies toutes les gloires du XV et du XVIe siècle. Passons les grandes familles italiennes, qui toutes y eurent des représentants. Il est impossible de citer toutes les maisons illustres qui ont voulu figurer sur la liste de la confrérie.»

### Privilèges octroyés
Les privilèges de la confrérie étaient trop nombreux pour pouvoir être rapportés tous dans le détail et il faudrait pour cela citer les bulles aussi élogieuses qu'étendues des papes Nicolas IV, Clément IV, Léon X, Clément VII, Paul IV, Pie IV, Innocent VIII, et particulièrement Jules III. C'étaient :
- des indulgences plénières et partielles,
- la participation aux privilèges des stations de Rome,
- aux bénédictions papales,
- aux grands pèlerinages, même celui des lieux saints;
- la faculté de choisir un confesseur avec:
  - pouvoir d'absoudre une fois dans la vie de tous les cas réservés,
  - de dispenser des serments et des vœux à peu d'exceptions près,
  - et (grâce plus importante encore, dans un temps où beaucoup de seigneurs n'étaient justiciables que de leur conscience) le pouvoir pour tous les frères de l'Ordre d'imposer des compensations à leurs pénitents coupables d'injustices et tenus à restitution.

## Développement

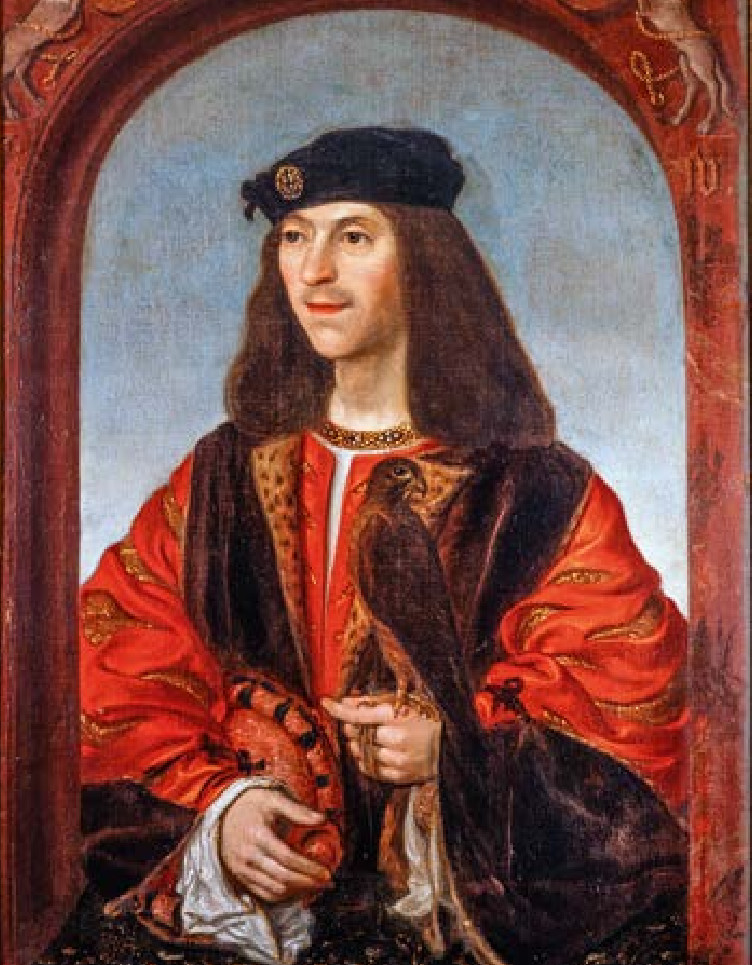
Le roi d'Écosse Jacques IV, devenu membre de la confrérie en 1503

Une des plus importantes était celle de Rome, l' Arciconfraternita di Santo Spirito. Dotée d'importants moyens, elle possédait un exemplaire de la Règle de l'Ordre, à couverture d'argent peut être destiné au pape lui-même.
Les souverains pontifes avaient concédé à l'Ordre le pouvoir d'ériger des confréries partout, avec les mêmes privilèges qu'à Rome.
Les frères usèrent largement de la concession : partout où s'établissait un hôpital, on voyait naître en même temps une confrérie, et les églises du voisinage, jalouses de la posséder à leur tour, formaient bientôt comme une couronne autour de la maison hospitalière. Dans des villages même ou des hameaux qui ne possédaient ni église ni chapelle, on vit la pieuse association se former, prendre en main la garde des intérêts religieux des populations, obtenir des patrons et des ordinaires la construction de chapelles qu'elle entretenait de ses deniers : telle est l'origine constatée d'un certain nombre de paroisses de Franche-Comté. Aux XIVe et XVe siècle, les confréries paroissiales du Saint-Esprit étaient extrêmement multipliées dans la France entière, grâce aux hôpitaux alors nombreux et florissants. Les quêteurs, en faisant connaître partout l'Ordre, contribuaient notablement aussi à la propagation de la confrérie. Le clergé paroissial s'empressait d'en favoriser l'établissement, car elle rendait partout d'éminents services. Les personnes des deux sexes étaient admises à en faire partie. Une vie honnête et chrétienne, un léger don et une minime cotisation annuelle, étaient les seules conditions requises.

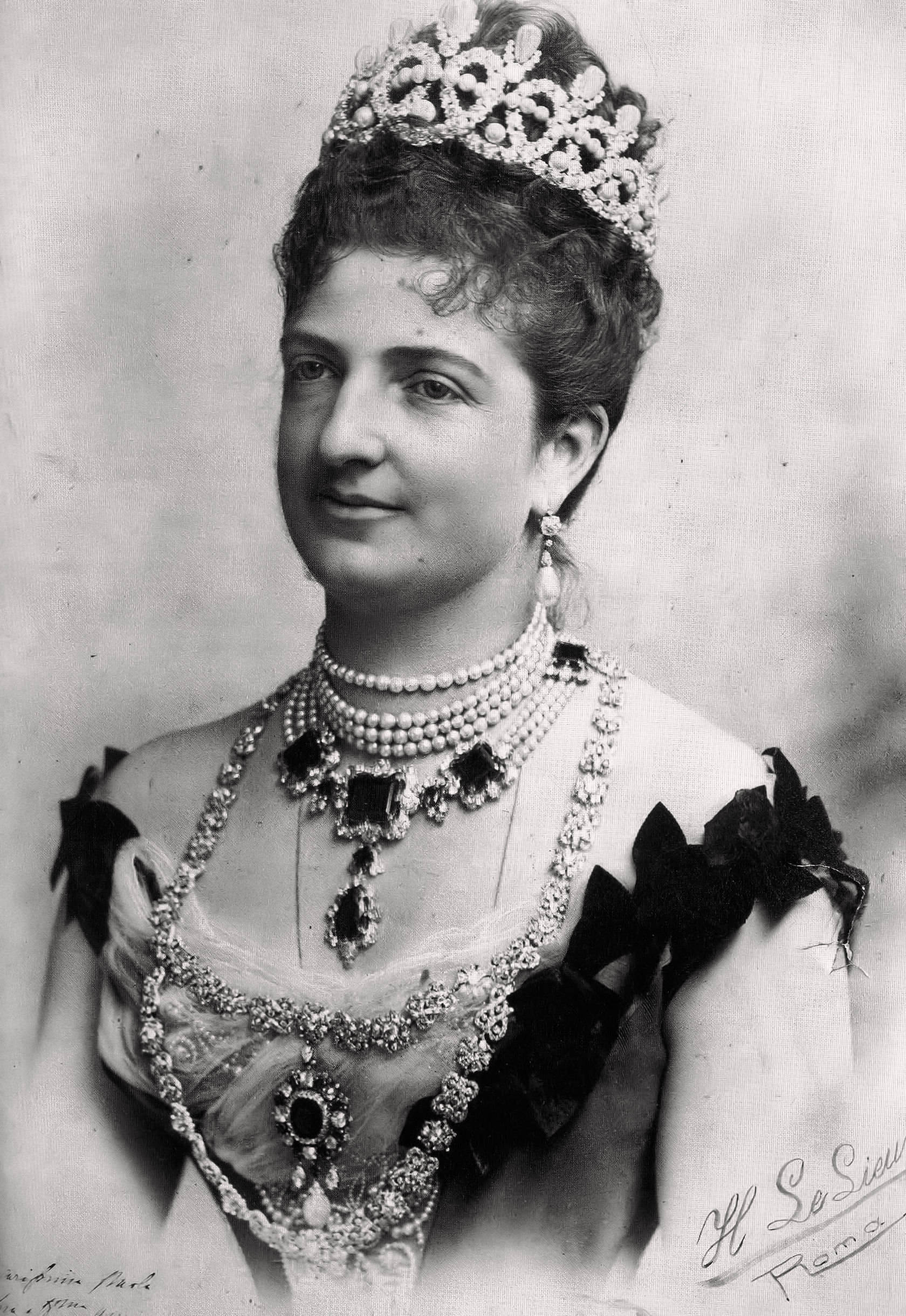
La reine d'Italie, Marguerite de Savoie, devenue membre de la confrérie en 1879.

Les exercices spirituels consistaient en:
- des réunions hebdomadaires ou mensuelles à la chapelle de la confrérie ou à l'église,
- des processions et messes solennelles aux fêtes principales
- des services pour les défunts.

Tous les confrères assistaient à ces offices, les dignitaires portant les cierges de la confrérie, les autres membres tenant des flambeaux allumés. Le jour de la Pentecôte, fête patronale de la confrérie, ou le lendemain, des agapes fraternelles réunissaient les confrères. Le banquet commun était chose essentielle au Moyen Âge dans toutes les associations ; il servait à maintenir dans une intimité qui rapprochait les diverses conditions sociales, l'union cordiale entre tous les membres. Tout était réglé d'avance dans ces repas, le nombre et la qualité des mets, aussi bien que les prières qui toujours les accompagnaient. Malheureusement ces banquets finirent par dégénérer en véritables festins, qui enlevaient le plus clair des revenus à leur destination charitable. L'autorité ecclésiastique s'efforça de réprimer ces excès; elle en vint même, dans les règlements du XVIIe siècle, à modérer ces repas : « Ne seront faits par le prieur aucune dépense de bouche aux jours des fêtes de la Pentecôte comme on le faisait par le passé ; ainsi s'appliquera tout le revenu à des œuvres pieuses. ». Il faut voir, par curiosité, le menu des banquets de la confrérie de Poligny d'après un règlement de 1588
Le même jour de la Pentecôte, le conseil ou tous les membres présents élisaient deux prieurs, « les plus idoines et capables » pour présider les réunions et administrer les biens et revenus de la confrérie. Les prieurs sortants rendaient en même temps un compte exact de leur gestion. Quatre confrères étaient délégués pour faire une vérification rigoureuse des revenus et des dépenses. Les prieurs sortants n'obtenaient quittance qu'après cette vérification.

## AuxXVIIeetXVIIIesiècles
Les confréries du Saint-Esprit fonctionnèrent régulièrement jusqu'à la révolution dans la Franche-Comté et la Lorraine, pays où l'Ordre sut se maintenir longtemps florissant : « II est avéré qu'au XVIIe siècle les confréries tenaient en Normandie leurs assemblées comme dans les siècles antérieurs ». On trouve aussi, dans les archives municipales et hospitalières de Toulon et Clermont, des preuves multiples de leur existence dans ces régions au cours du XVIIIe siècle. On peut donc conclure que ces institutions, après être devenues indépendantes de l'ordre du Saint-Esprit, continuèrent un peu partout en France leurs exercices pieux et charitables jusqu'à la fin du XIXe. 
Il y a même dans le Jura deux confréries (à Rochefort et à Vadans) qui durèrent après et ces vestiges de « la plus ancienne des institutions de charité » seront à la fin du XIXe siècle de simples congrégations paroissiales.
L'ordre du Saint-Esprit avait ainsi réussi à développer dans des proportions gigantesques ses œuvres de charité par l'institution de sa confrérie, il avait résolu, dès le XIIIe siècle, le grand problème de l'assistance, non seulement dans les centres très peuplés, mais jusque dans les plus humbles hameaux.

## Symboles

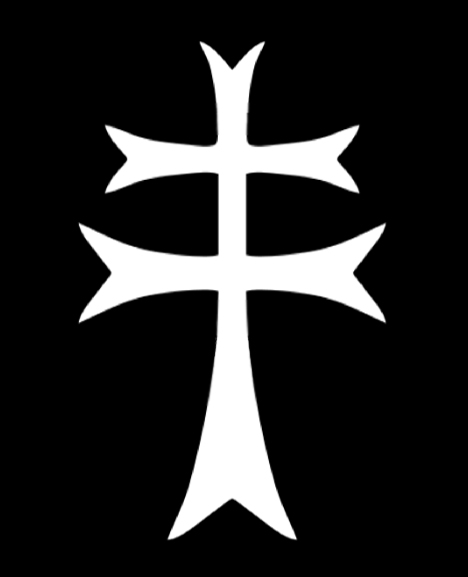
Croix de la Confrérie du Saint-Esprit.

La marque de la confrérie est une double croix blanche échancrée et patriarcale. Cette double croix, de la Confrérie et aussi des Hospitaliers du Saint-Esprit, aurait été « montrée en révélation par un ange » au pape Innocent III.

Variante de la croix de la confrérie, apparue en France au XVIIe siècle.

Cette croix d'argent à double traverse, espèce de croix de Lorraine, était portée par les laïcs de la Confrérie et par les membres religieux de l'Ordre sur leur manteau (noir) et sur leur robe bleue "blème" (très pâle) ou leur soutane, bleu ciel et qui devint noire au XVe siècle.

## Armoiries
Au début de l'ordre ses armes sont : « d'azur à une croix patriarcale d'argent à douze pointes. »
Au XVe siècle, le champ d'azur devient « de sable » (noir) et la croix est surmontée d'un « Saint-Esprit » d'argent.
Plus tard, la croix de ces armoiries fut interprétée de la façon suivante :
- la couleur blanche censée être le symbole de la pureté et de l'amour
- ses sept branches rappellent les vertus : foi, espérance, charité, prudence, justice, force et tempérance
- la croix double, parce que les membres de l’ordre s’imposaient un double fardeau : travailler à leur propre salut et s’employer au soulagement de leurs semblables.

## Sainte patronne
Sainte Marthe exerça l'hospitalité envers Jésus-Christ et Guy de Montpellier prit donc cette sainte pour patronne et protectrice.

## Protections spéciales des papes
Deux papes se montrèrent au XVe siècle des restaurateurs zélés de la confrérie, dans son siège de l'hôpital romain; ce furent Eugène IV (1446) et Sixte IV (1477). 

### Eugène IV
Dans une bulle du 25 mai 1446, Eugène IV écrit: « Au nombre des meilleurs soutiens du renom de cet hôpital, et comme l'une de ses principales ressources, nos prédécesseurs avaient institué et enrichi d'insignes largesses 
spirituelles une confrérie célèbre, à l'usage des personnes des deux sexes, dont les noms se trouvent encore inscrits sur des livres très anciens. (...) Voulant marcher sur les traces de nos prédécesseurs, nous restaurons cette confrérie presque entièrement interrompue depuis de longues années. À toutes personnes ecclésiastiques ou laïques des deux sexes, qui se feront recevoir de ladite confrérie et inscrire sur ses registres, en versant la somme de trois florins d'or à leur réception et chaque année un gros de dix au florin, entre les mains du camérier ou de ses députés, nous accordons les privilèges suivants, à savoir : 
- Tous les prêtres que les nouveaux confrères choisiront pour confesseurs, auront pouvoir de leur accorder la rémission entière de tous leurs péchés, à l'article de la mort, s'ils s'en confessent avec un cœur contrit.
- De plus, en vertu de notre présente concession, ces confesseurs pourront, dans les deux mois qui suivront la réception des confrères et une fois seulement pour leur vie, leur donner l'absolution pleine et entière de tous leurs péchés, crimes et excès, même des cas réservés au Saint-Siège. Ils auront soin toutefois de leur imposer une pénitence convenable, afin que notre indulgence ne leur facilite point le retour à leurs égarements[14]. » Le pape ajoute, en faveur des pauvres, qu'ils pourront être reçus malgré l'impossibilité de solder la cotisation.

Le registre dont parle Eugène IV, et sur lequel devaient être inscrits les noms des confrères, existe encore aux archives de l'hôpital du Saint-Esprit de Rome. C'est un beau manuscrit petit in-folio en parchemin. Les premières pages, ornées d'initiales à miniatures, sont occupées par la bulle d'Eugène IV. Viennent ensuite les noms des nouveaux confrères, et en premier lieu celui du pape, écrit de sa propre main, avec promesse d'une subvention de 200 ducats pendant sa vie et 1 000 après sa mort. Dix cardinaux, suivant l'exemple du Pontife, ont signé après lui, et promis annuellement dix ducats. Les exemples sont plus efficaces que les exhortations : bientôt abondent les signatures d'archevêques, d'évêques, de membres de la cour pontificale, de personnages illustres et princiers. 

### Sixte IV
Trente ans plus tard, Sixte IV voulut donner à l'Ordre une autre marque de sa sollicitude, en érigeant à nouveau la confrérie. Une longue bulle, insérée par son ordre au livre de l'association, renouvelle tous les privilèges accordés par ses prédécesseurs et en ajoute de nouveaux. Dans cette nouvelle forme, la cotisation n'est plus fixée, elle est laissée à la libéralité de chacun. L'empereur, les rois et les reines, les princes et les seigneurs, les patriarches, archevêques, évêques, abbés, grands maîtres, communautés religieuses, reçoivent la faculté de se faire inscrire par procureur, sans être tenus de se présenter en personne.
Pour augmenter l'éclat de la pieuse association, il donne à l'église de l'hôpital des reliques insignes : un bras de Saint André, une articulation de la main de Saint Paul, un doigt de Sainte Catherine, enfermés dans des 
reliquaires d'argent et d'or enrichis de pierres précieuses. Ces reliques étaient destinées à être portées à la procession du lundi de la Pentecôte, à l'issue de laquelle le Pape devait, autant que possible, célébrer la messe pontificale. Ce jour-là, tous les fidèles qui visitaient l'église gagnaient une indulgence plénière et les confrères pouvaient recevoir l'absolution générale.
De nombreux papes soutiendront aussi la confrérie: Paul II bien sûr qui fut le 23e grand maître de l'ordre, mais aussi Nicolas IV, Clément IV, Léon X, Clément VII, Paul IV, Pie IV, Innocent VIII, et particulièrement Jules III.

## Le fondateur, Gui de Montpellier, vu par les historiens
- « (Gui fut) le saint Vincent de Paul montpelliérain, traçant, à la fin dit XIIe siècle, la voie au fondateur des Lazaristes et des Sœurs de charité. Qui, de nos jours, connaît Gui de Montpellier, même dans sa ville natale? Infortuné Gui! Pendant sa vie, où il a semé le bien, il a été victime de l'ingratitude de ses concitoyens. Pour lui, comme pour saint Roch, cet autre montpelliérain, nos Archives sont muettes, dit moins encore, et si nous voulons connaître son œuvre, admirée d'Innocent III; si nous voulons savoir quelque chose de sa vie, même sur son lieu d'origine et comment il fut traité dans sa ville natale, il faut recourir aux bulles d'Innocent III »[22].
- « Les Dominique et les François d'Assise ont éclipsé la gloire de celui qu'on a appelé avec raison le saint Vincent de Paul du XIIIe siècle. Il y a, en effet, entre ces deux hommes et entre les œuvres qu'ils ont fondées, beaucoup de points de ressemblance. Comme Vincent de Paul, Gui de Montpellier recueillait les enfants trouvés et soignait les malades, ouvrait des asiles pour le repentir, protégeait la jeune fille et s'occupait de son avenir, établissait même des œuvres de maternité. Ce fut un Ordre social par excellence. L'Église sut l'apprécier, puisque les Papes accordèrent au grand-maître la préséance sur tous les généraux d'ordre. Au XVIe siècle il était dans toute sa splendeur, et avait des revenus estimés à 500.000 livres»[23].

## Aujourd'hui
La confrérie est encore active en Pologne, en Espagne et au Burundi.
Quant à l'ordre religieux des Hospitaliers du Saint-Esprit, la branche féminine subsiste encore en Pologne, en Espagne et au Burundi (en 2003, les religieuses françaises ont fusionné avec les Filles du Saint-Esprit). La branche masculine s'est éteinte en France à la Révolution, continua en Italie jusqu'en 1849 et n'existe plus aujourd'hui qu'en Pologne.

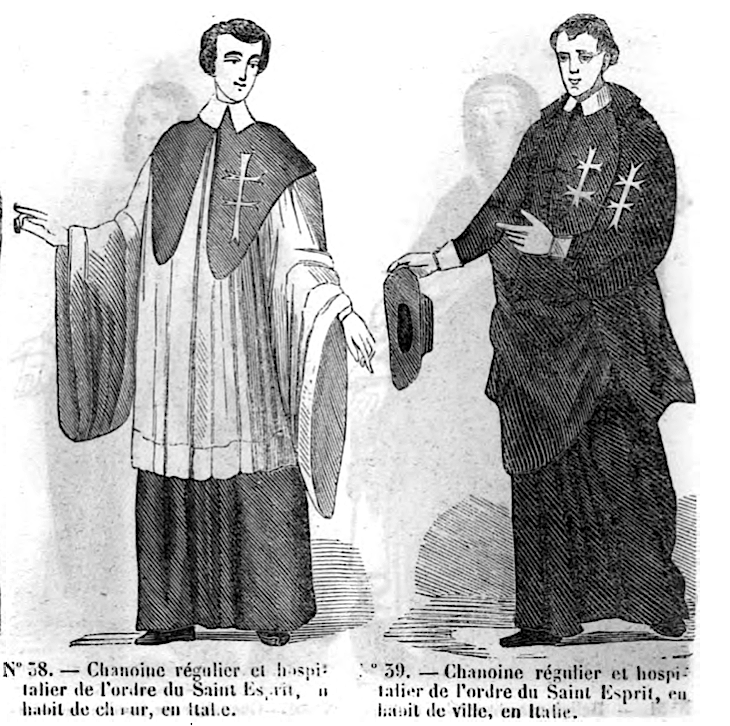
Religieux du Saint Esprit au XVIIIe siècle.
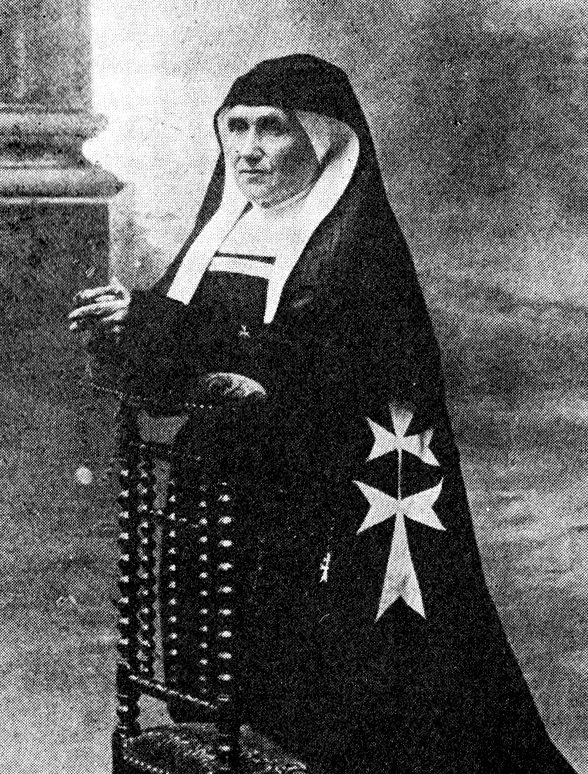
Sœur Hospitalière du Saint-Esprit en costume de chœur vers 1940.